# 小田林駅
小田林駅（おたばやしえき）は、茨城県結城市大字小田林にある東日本旅客鉄道（JR東日本）水戸線の駅である。
駅名の読みは「おたばやし」であるが所在地の地名は「おだばやし」と読む。

## 概要
当駅は結城市西部に位置し、水戸線・水戸支社・交流区間における茨城県最西端の駅となっている。これは、当駅と小山駅との間に茨城・栃木県境、水戸支社と大宮支社のJR支社境、デッドセクションが存在しているためである。なお、茨城県最西端の駅は古河駅である。

## 歴史
- 1955年（昭和30年）4月1日：国鉄の駅として新設[2]。気動車の旅客のみ取扱う無人駅[3]。
- 1987年（昭和62年）4月1日：国鉄分割民営化に伴い、東日本旅客鉄道（JR東日本）の駅となる[2]。
- 2001年（平成13年）11月18日：ICカードSuica供用開始。
- 2005年（平成17年）3月：ホーム5両対応延伸工事（従来は4両分）・待合室改良工事完了。
- 2014年（平成26年）3月15日：ダイヤ改正に伴い、全普通列車が停車となる。前日まで朝と深夜の一部列車は、当駅を通過していた。

## 駅構造
単式ホーム1面1線を有する地上駅である。
水戸統括センター（下館駅）管理の無人駅。簡易Suica改札機と乗車駅証明書発行機が設置されている。

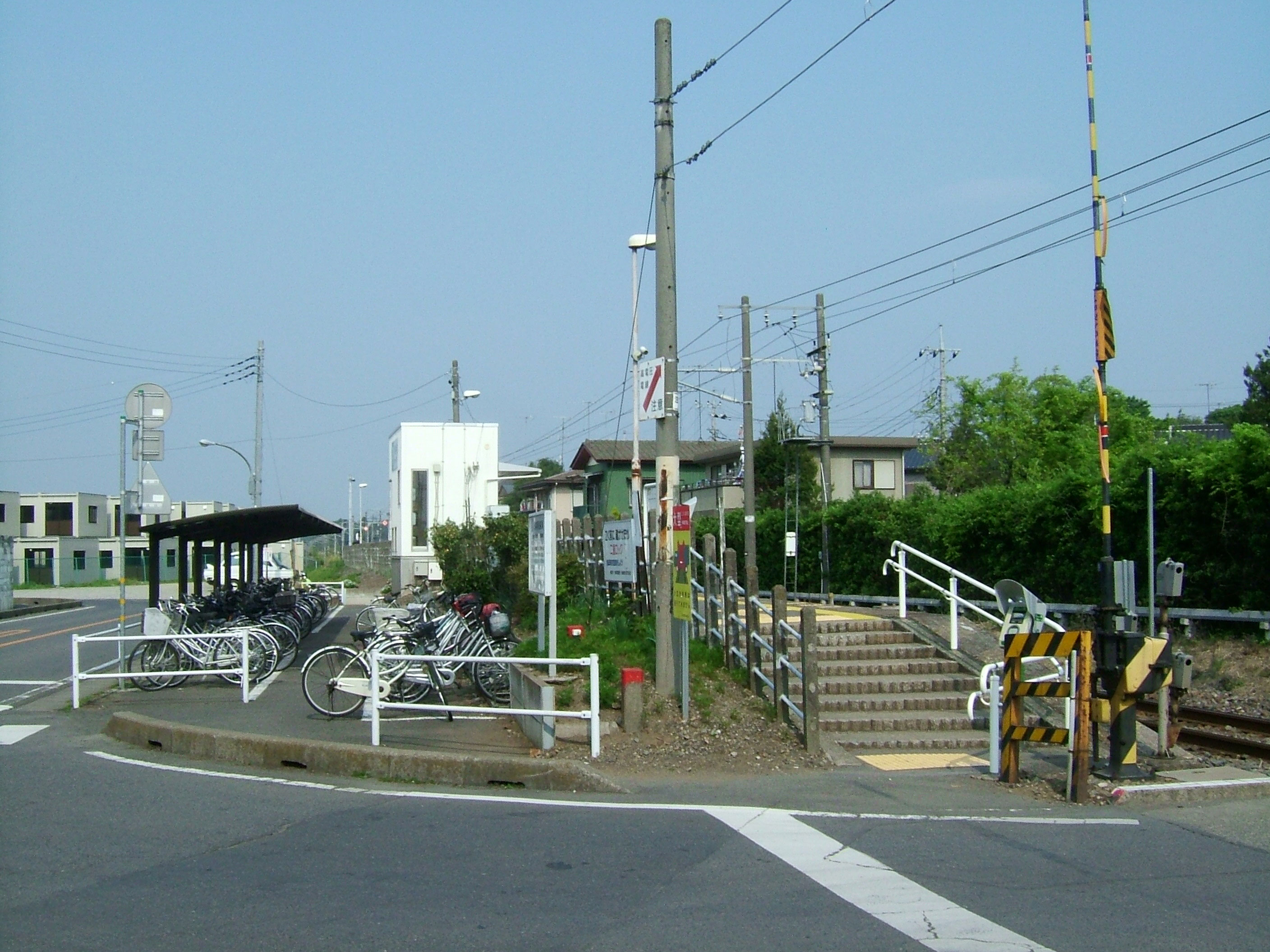
駅入口（2008年4月）
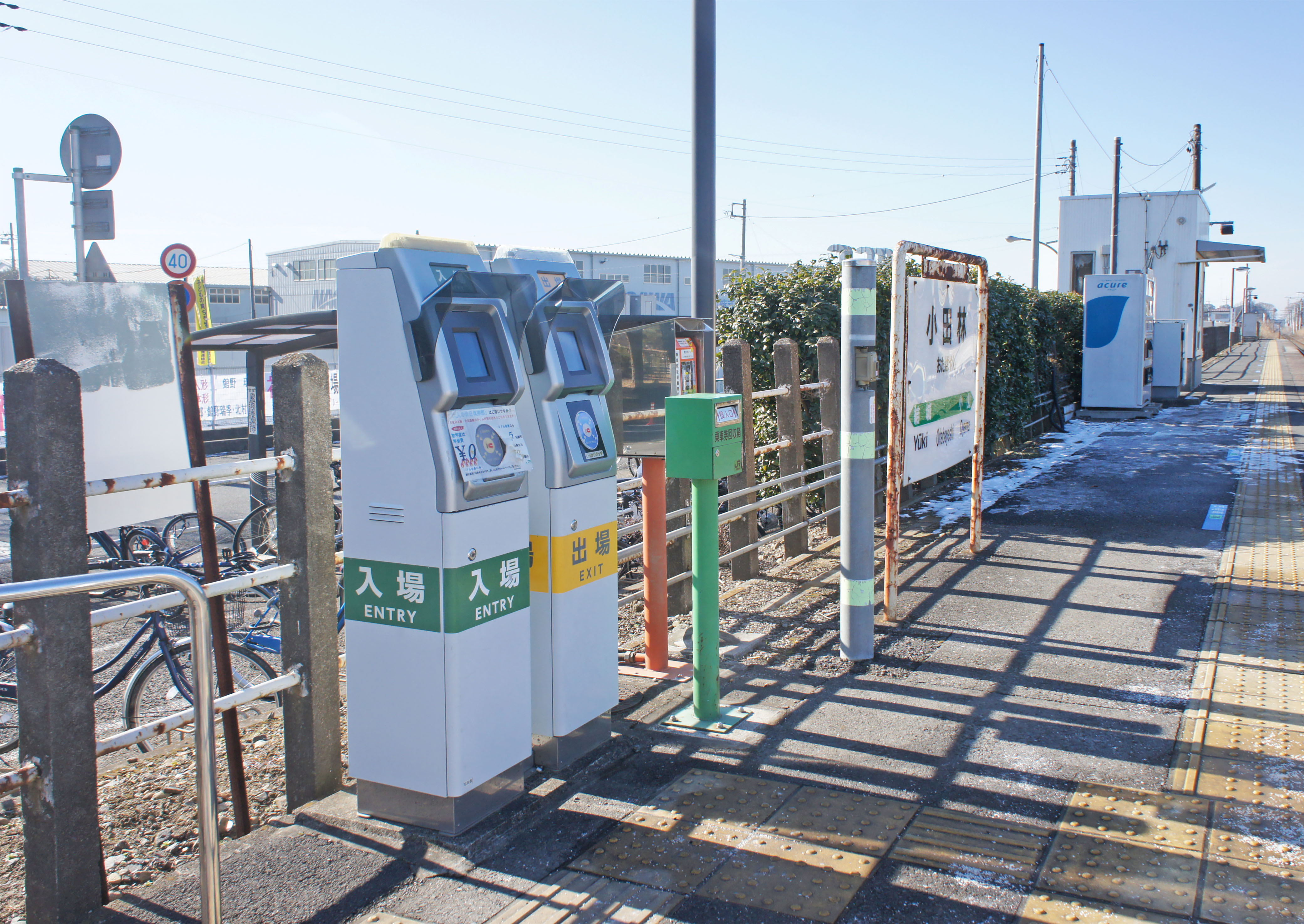
改札口（2022年1月）
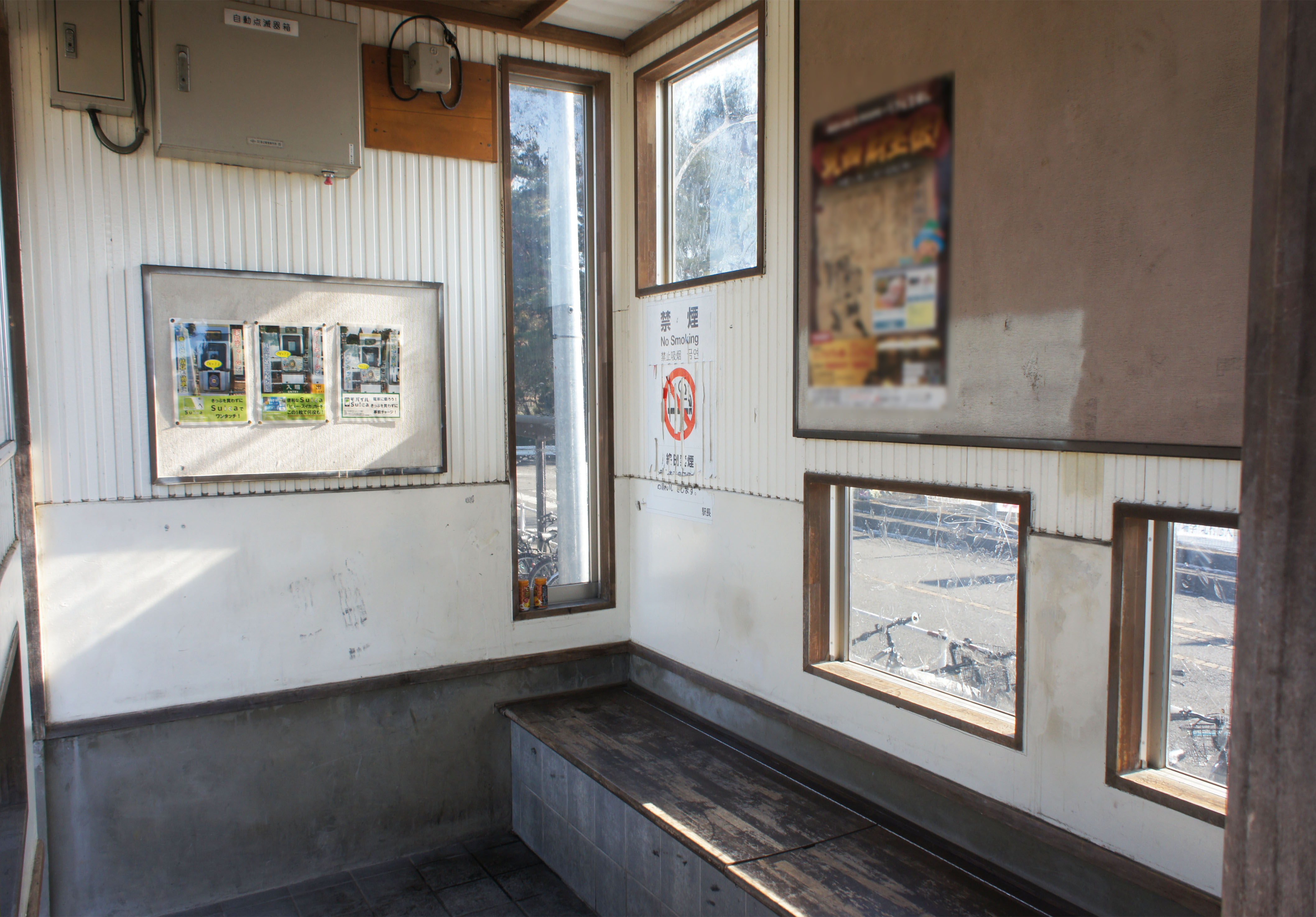
待合室（2022年1月）
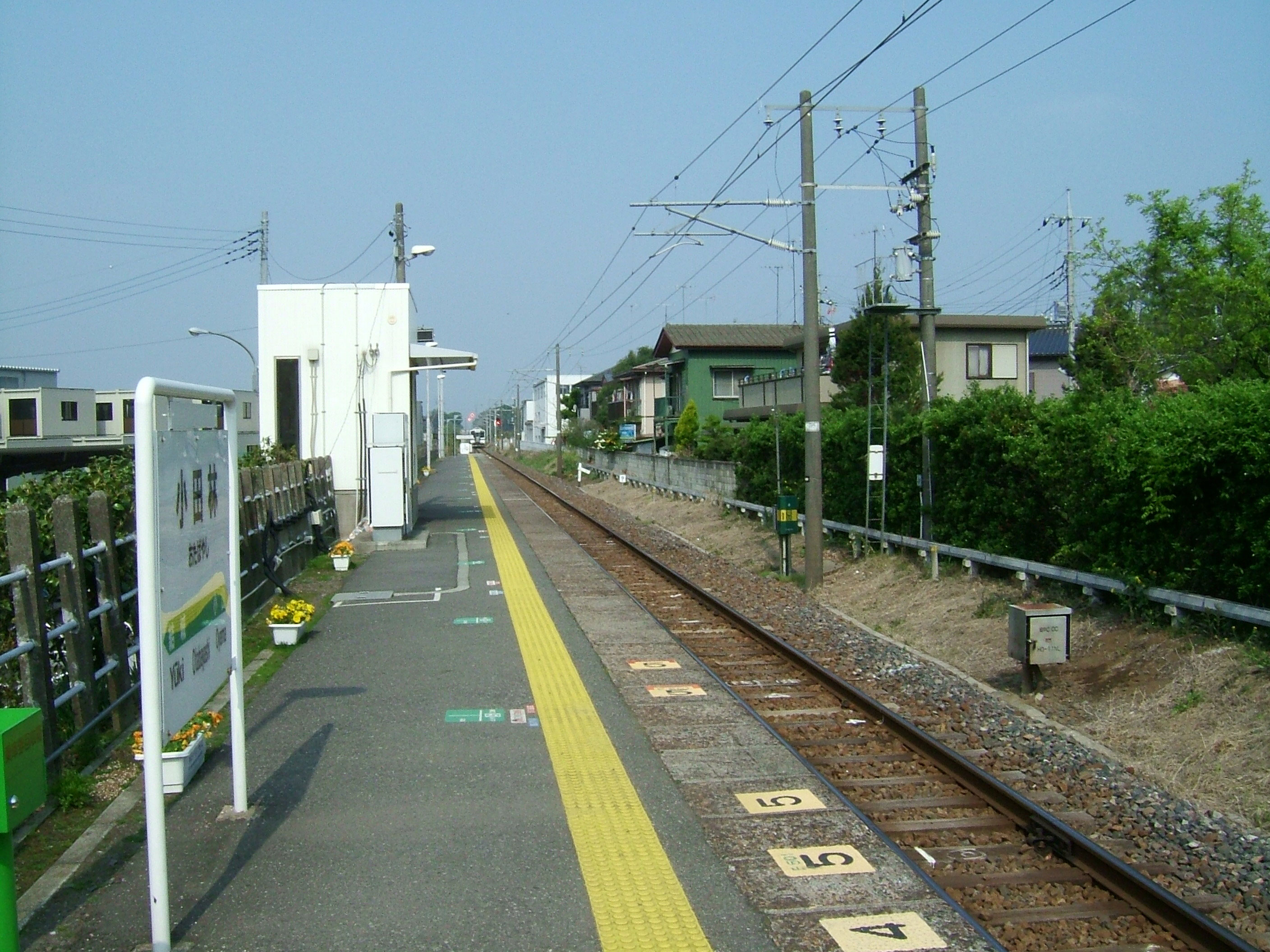
ホーム（2008年4月）

## 駅周辺
- 国道4号（古河小山バイパス・小山石橋バイパス）
- 国道50号
- 結城警察署
- 結城市立結城中学校[1]
- 結城市立結城西小学校

## 隣の駅
東日本旅客鉄道（JR東日本）
■水戸線 
小山駅 - 小田林駅 - 結城駅